# Mali ai Giochi della XXXIII Olimpiade
Il Mali ha partecipato ai Giochi della XXXIII Olimpiade, svoltisi a Parigi dal 26 luglio all'11 agosto 2024, con una delegazione di 23 atleti (incluse le riserve), 21 uomini e due donne, in 5 discipline.

## Delegazione
| Sport            | Uomini | Donne | Totale |
| ---------------- | ------ | ----- | ------ |
| Atletica leggera | 1      | 0     | 1      |
| Calcio           | 18     | 0     | 18     |
| Nuoto            | 1      | 1     | 2      |
| Pugilato         | 0      | 1     | 1      |
| Taekwondo        | 1      | 0     | 1      |
| Totale           | 21     | 2     | 23     |